# جکی یاکوبوفسکی
جکی یاکوبوفسکی (سوئدی: Jackie Jakubowski; زادهٔ ۵ اکتبر ۱۹۵۱–۲۵ مه ۲۰۲۰) نویسنده و روزنامه‌نگار سوئدی بود.
 در سال ۲۰۰۰ توسط Sveriges Tidskrifter به عنوان «روزنامه نگار سال» انتخاب شد.
او در سال ۲۰۰۶ مجری تابستانی در رادیو P1 سوئد بود.
او در سال ۲۰۲۰ در منطقه سنت متیو، استکهلم درگذشت.

## برخی از آثار
- ۲۰۰۹ - Spår av lamed
- ۲۰۰۵ - Bortom beit
- ۲۰۰۰ - Ljudet av alef